# 村瀬幸雄
村瀬 幸雄（むらせ ゆきお、1956年（昭和31年）12月23日 - ）は、日本の銀行家。十六銀行頭取。岐阜商工会議所会頭。中部経済連合会副会長。

## 人物
岐阜県岐阜市生まれ。岐阜県立岐阜高等学校、名古屋大学法学部卒業。
1975年、十六銀行に入行。常務取締役、専務取締役を経て、2013年9月に頭取就任。
同年9月26日の取締役会において、当時頭取の堀江博海からの交代が緊急提案されたため、一部では「クーデターによる頭取就任」と報道されたが「交代はあくまで堀江氏の意思。（他の取締役から）色々意見は出たが、クーデターなどではない」とした。

## 略歴
- 1975年3月 - 岐阜県立岐阜高等学校卒業
- 1979年3月 - 名古屋大学法学部卒業
- 1979年4月 - 十六銀行入行
- 1993年  - 香港支店長
- 1994年  - 名古屋駅前支店長
- 1998年  - 人事部長
- 2004年6月 - 常務取締役
- 2008年6月 - 専務取締役
- 2013年9月 - 取締役頭取
- 2014年3月 - 岐阜商工会議所会頭、岐阜県商工会議所連合会会長に就任
- 2014年6月 - 中部経済連合会副会長[3]
- 2021年10月 - 十六銀行頭取を退任し、十六フィナンシャルグループ代表取締役会長